# Голдберг, Руб
Рубен Люциус Голдберг (англ. Reuben Lucius Goldberg; 4 июля 1883 — 7 декабря 1970) — американский карикатурист, скульптор, писатель
, инженер и изобретатель.
Голдберг более всего известен серией карикатур, в которых фигурирует так называемая «машина Руба Голдберга» — чрезвычайно сложное, громоздкое и запутанное устройство, выполняющее очень простые функции (например, огромная машина, занимающая целую комнату, цель которой — передвижение ложки с пищей от тарелки до рта человека).
В 1948 году Голдберг получил Пулитцеровскую премию за свои политические карикатуры, а в 1959 году — премию Banshees' Silver Lady Award.
Голдберг был одним из основателей и первым президентом Национального общества карикатуры. Его именем названа премия Рубена, которой организация награждает карикатуриста года. В США ежегодно проходит конкурс машин Руба Голдберга.